# Рут, Изабел
Изабел Рут (порт. Isabel Ruth, 6 апреля 1940, Томар) — португальская актриса.

## Биография
В 11 лет приехала в Лиссабон учиться балету. В 1958—1959 занималась в Королевской школе балета в Лондоне. Вернувшись на родину, танцевала в Экспериментальной балетной группе (позднее — Балет Гюльбенкяна). В 1961 начала выступать на драматической сцене (Моряк Фернандо Пессоа). В 1962 дебютировала в кино. В 1968—1973 жила и работала в Италии и Испании. Снова вернувшись в Португалию, активно играла в театре (с 1979), в кино (с 1980), на телевидении. К настоящему времени (2014) сыграла в кино и на ТВ свыше 70 ролей, став одной из ведущих актрис португальского экрана. Снималась также в Италии и Франции.
Опубликовала поэтическую автобиографию Fotopoesia (2006).

## Избранная фильмография
- 1962: Ранние годы / Os Verdes Anos (Паулу Роша)
- 1966: Изменить жизнь / Mudar de Vida (Паулу Роша)
- 1966: В воскресенье вечером / Domingo à Tarde (Антониу де Маседу)
- 1967: Царь Эдип / Edipo Re (Пьер Паоло Пазолини)
- 1968: Сексуальная революция / La rivoluzione sessuale (Рикардо Гионе)
- 1969: H2S (Роберто Фаэнца)
- 1980: Другой / Conversa Acabada (Жуан Ботелью)
- 1987: O Desejado (Паулу Роша)
- 1988: Август / Agosto (Жоржи Силва Мелу)
- 1988: Трудные времена / Tempos Difíceis (Жуан Ботелью)
- 1990: Конец детства / Idade Maior (Тереза Виллаверди)
- 1992: Xavier (Мануэл Мосуш)
- 1992: Холодная земля / Terra Fria (Антуниу Кампуш)
- 1993: Долина Авраама / Vale de Abraão (Мануэл де Оливейра)
- 1994: Pax (Эдуарду Гедиш)
- 1994: Коробка / A Caixa (Мануэл де Оливейра)
- 1994: O Apartamento (Жуан Туна)
- 1997: Путешествие к началу мира / Viagem ao Princípio do Mundo (Мануэл де Оливейра)
- 1997: Кости / Ossos (Педру Кошта, номинация на премию Золотой Глобус, Португалия, за лучшую женскую роль)
- 1998: O Rio do Ouro (Паулу Роша)
- 1998: Беспокойство / Inquietude (Мануэл де Оливейра)
- 1998: Мутанты / Os Mutantes (Тереза Виллаверди)
- 1998: Camaradagem (Вашку Пиментел)
- 1999: Три моста над рекой / Trois ponts sur la rivière (Жан-Клод Бьетт)
- 1999: Апассионата / Appassionate (Тонино де Бернарди)
- 1999: Ангел-хранитель / O Anjo da Guarda (Маргарида Жил)
- 1999: A Raíz do Coração (Паулу Роша)
- 1999: Ночи / Noites (Клаудиа Томаш)
- 1999: Лурд / Lourdes (Лодовико Гаспарини)
- 2000: Rasganço (Ракел Фрейре)
- 2000: Combat d’amour en songe (Рауль Руис)
- 2000: Гамлет / Hamlet (Тонино де Бернарди)
- 2000: Я иду домой / Je rentre à la maison (Мануэл де Оливейра)
- 2000: Cinema (Фернанду Лопиш, короткометражный)
- 2000: Erros Meus (Жоржи Крамиз)
- 2001: Человек в толпе / L’homme des foules (Джон Львофф)
- 2001: Дельфин / O Delfim (Фернанду Лопиш)
- 2002: Принцип неопределенности / O Princípio da Incerteza (Мануэл де Оливейра)
- 2005: Адриана / Adriana (Маргарида Жил, номинация на премию Золотой Глобус, Португалия, за лучшую женскую роль)
- 2006: Vanitas (Паулу Роша; премия Золотой Глобус, Португалия, за лучшую женскую роль)
- 2006: Волшебное зеркало / Espelho Mágico (Мануэл де Оливейра)
- 2007: Чудо Медеи / Médée miracle (Тонино де Бернарди)
- 2008: В дальнейшем / Daqui prá Frente (Катарина Руйву)
- 2008: Собачья ночь / Une Nuit de chien (Вернер Шрётер)
- 2008: Странная история Анжелики / «O Estranho Caso de Angélica» (Мануэл де Оливейра)
- 2011: А время идёт / «E o Tempo Passa» (Алберту Сейшас Сантуш)
- 2011: Путешествие в Португалию / «Viagem a Portugal» (Сержиу Трефу; премия лучшей актрисе второго плана на фестивале Пути португальского кино в Коимбре)
- 2011: Se Eu Fosse Ladrão, Roubava (Паулу Роша)
- 2012: Месть женщины / «A Vingança de Uma Mulher» (Рита Азеведу Гомеш)
- 2013: Версаль / Versailles (Карлуш Консейсан, короткометражный)

## Признание
Почетная премия МКФ в Софии (2012).